# Municipio de Van Buren (condado de Jackson, Iowa)
El municipio de Van Buren (en inglés: Van Buren Township) es un municipio ubicado en el condado de Jackson en el estado estadounidense de Iowa. En el año 2010 tenía una población de 1547 habitantes y una densidad poblacional de 16,47 personas por km².

## Geografía
El municipio de Van Buren se encuentra ubicado en las coordenadas 42°4′42″N 90°22′58″O / 42.07833, -90.38278. Según la Oficina del Censo de los Estados Unidos, el municipio tiene una superficie total de 93.93 km², de la cual 93,41 km² corresponden a tierra firme y (0,55 %) 0,52 km² es agua.

## Demografía
Según el censo de 2010, había 1547 personas residiendo en el municipio de Van Buren. La densidad de población era de 16,47 hab./km². De los 1547 habitantes, el municipio de Van Buren estaba compuesto por el 98,77 % blancos, el 0,39 % eran afroamericanos, el 0,19 % eran de otras razas y el 0,65 % eran de una mezcla de razas. Del total de la población el 0,71 % eran hispanos o latinos de cualquier raza.